# Philhygra delectans
Philhygra delectans är en skalbaggsart som först beskrevs av Thomas Casey 1910.  Philhygra delectans ingår i släktet Philhygra och familjen kortvingar. Inga underarter finns listade i Catalogue of Life.